# سوق الزاوية
سوق الزواية هو سوق شعبي يقع بين شارعي عمر المختار والوحدة وسط مدينة غزة، يمتد من ميدان فلسطين غربًا حتى المسجد العمري الكبير شرقًا، وهو من أكبر المساجد الأثرية في قطاع غزة ويفتح بابه الغربي على وسط السوق، فيما تفتح أبوابه الجنوبية والشرقية على سوق الذهب المعروف تاريخيًا باسم "سوق القيسارية" الأثري الذي يعود تأسيسه إلى العصر المملوكي، والذي يمتد من الناحية الجنوبية للمسجد حتى الناحية الشرقية.
كان يعتبر السوق المركزي لقطاع غزة منذ أيام الإدارة المصرية إلى أن جاء الإحتلال الإسرائيلي وبعد عام 1967 كان يعتبر السوق المركزي في فلسطين. حيث كانت تُجلب بضائعه من مصر والجولان السوري.

## تكوينه
كان السوق في بداياته مكانا تباع فيه العطارة والجلود له سقف مقبب معقود بعقود متقاطعة تمتد من الشرق إلى الغرب ولها من الأعلى فتحات للإضاءة والتهوية. ويتألف من 18 دكاناً ويقابلها على الناحية الأخرى حوالي 16 دكاناً آخرا ويصل عمق الدكان نحو 2.7 مترا.
ويضم السوق محلات للذهب والفضة والزينة النسائية والمنتجات الغذائية والحلويات والخضار والفواكه والدواجن البلدية والأسماك، واللحوم الطازجة والمجمدة والملابس ومستلزمات البيوت، وأصناف العِطارة والأعشاب والبهارات. مُجسدًا المقولة الشهيرة "فيه من الحامض للحلو" وتعني أنه يضم كل شيء.
كان يقصده التجار الهنود قديماً وقاموا بشراء أرض لإقامة زاوية خاصة بهم "زاوية الهنود"، وكان فيه مَصبنة لصناعة الصابون، ومعصرة للطحينية والزيت البلدي.

## تدميره (2023)
في 23 نوفمبر 2023 تم تدمير السوق بالكامل خلال ضربةٍ جوية نفذتها القوات الجوية الإسرائيلية على مدينة غزة، وذلك خلال الرد الإسرائيلي على عملية طوفان الأقصى. حسب ما جاء على موقع صفحة وزارة الثقافة الفلسطينية والذي قالت فيه: "تدمير سوق الزاوية التاريخي في غزة بعد تعرضه للقصف من قبل طائرات الإحتلال الإسرائيلي خلال الأيام الماضية.